# Georgije Nedeljkov
Georgije Nedeljkov (* 31. Juli 1926 in Szeged, Ungarn; † 20. Februar 2003 in Berlin) war ein Architekt und Hochschullehrer. Aus Jugoslawien stammend übersiedelte Nedelkjov 1957 nach West-Berlin, wo er an der Technischen Universität Berlin zunächst promovierte und von 1969 bis 1994 als Professor wirkte und lehrte.
Nedeljkov war als Architekt international tätig. Für seine Arbeiten in Wissenschaft und Forschung zum Thema Entwicklung neuzeitlicher ökologischer, energiesparender und kostengünstiger Bausysteme unter Anwendung von alternativen und solaren Energien erhielt er internationale Auszeichnungen.
Anerkennung erhielt Nedeljkov darüber hinaus für seine Bemühungen internationaler wissenschaftlicher Zusammenarbeit.

## Biografie
Georgije Nedeljkov wuchs in Novi Sad (seinerzeit Jugoslawien, heute Serbien) auf. Ab 1946 studierte er Architektur an der Technischen Universität Zagreb, wo er 1952 Assistent am Lehrstuhl für Baukonstruktion wurde. Neben seiner Assistententätigkeit absolvierte er ein Zusatzstudium an der Medizinischen Fakultät der Universität Zagreb, das er 1953 als Diplom-Ingenieur-Hygieniker (Dipl.-Sanit.-Ing.) abschloss.
Von 1953 bis 1956 war Nedeljkov Chef der Abteilung Architektur im staatlichen „SANITO-Projekt“ in Zagreb. Während dieser Zeit unternahm er Studienreisen nach Italien, Frankreich, Holland, Deutschland und der Schweiz.
1957 übersiedelte Nedeljkov nach West-Berlin, wo er an der Technischen Universität Berlin seine Dissertation über „Die neuzeitliche Operationsabteilung als Folge des Fortschritts von Medizin und Technik“ verfasste und 1958 vorlegte. Darauf unternahm er weitere Studienreisen und arbeitete von 1960 bis 1966 als erster wissenschaftlicher Assistent am Lehrstuhl für Entwerfen und Gebäudelehre der Technischen Universität Berlin bei Professor Peter Poelzig. Daneben eröffnete er 1963 ein selbständiges Architektur- und Ingenieurbüro für Bauplanung, Haus- und Medizintechnik und beteiligte sich an zahlreichen Wettbewerben.
Nedeljkov habilitierte 1967 mit einer Schrift über „Zusammenhänge zwischen den Fachabteilungen, Sondereinrichtungen und dem Operationsbereich im neuzeitlichen Krankenhaus“, worauf er die Venia Legendi (Lehrberechtigung) für das Lehrgebiet "Bauten des Gesundheitswesens" an der Architekturfakultät der Technischen Universität Berlin erhielt. 1969 folgte die Ernennung zum Wissenschaftlichen Rat und Professor im Lehrgebiet Krankenhausbau.
1970 wurde Nedeljkov zum ordentlichen Professor für das Fachgebiet Entwerfen, Entwicklung wirtschaftlicher Konstruktionssysteme und Bauten des Gesundheitswesens an der Technischen Universität Berlin berufen und übernahm daneben die Leitung des EDV-Zentrums und des audio-visuellen Studios am Fachbereich für Architektur.
Von 1975 bis 1979 war er Dekan des Fachbereichs Architektur.
1978 wurde Nedeljkov Experte der Organisation der Vereinten Nationen für industrielle Entwicklung, arbeitete an einem Programm zur Industrialisation von Konstruktionssystemen in der Provinz Vojvodina in Jugoslawien und entwickelte ein industriell gefertigtes Bausystem für den Wohnungsbau.
1992 wurde er Präsident der „Europäischen Gruppe der Architektur, des Städtebau- und des Ingenieurwesens SAIR“.
Die Moskauer Nationale Forschungsuniversität für Bauwesen MISI verlieh Nedeljkov 1996 die Ehrendoktorwürde. 1997 wurde er als vierter Deutscher in die Russische Akademie für Architektur und Bauwissenschaften aufgenommen. Mit der Aufnahme würdigt die Akademie Nedeljkovs hervorragende Arbeiten in Wissenschaft und Forschung zum Thema Entwicklung neuzeitlicher ökologischer, energiesparender und kostengünstiger Bausysteme unter Anwendung von alternativen und solaren Energien. Mit seiner Aufnahme wurden darüber hinaus auch seine Bemühungen gewürdigt, die Zusammenarbeit deutscher und russischer Wissenschaft zu vertiefen und zu festigen.
1997 wurde er Mitglied der Arbeitsgemeinschaft Solare Materialien des damaligen Hahn-Meitner-Instituts in Berlin (heute Helmholtz-Zentrum Berlin für Materialien und Energie).
2002 erhielt Nedeljkov die Ehrendoktorwürde der Aristoteles-Universität Thessaloniki in Griechenland.

## Familie
Georgije Nedeljkov war verheiratet mit der Journalistin, Publizistin und Architekturhistorikerin Anna Teut. Die gemeinsame Tochter Nina Nedelykov ist ebenfalls Architektin. Sie arbeitete im Büro ihres Vaters mit Vater und betreibt seit 1990 ein eigenes Architekturbüro, seit 1998 in Partnerschaft mit dem Architekt und Architekturhistoriker Pedro Moreira. Er ruht gemeinsam mit seiner Ehefrau im Kolumbarium auf dem Dorotheenstädtischen Friedhof.

## Bauten
Georgije Nedeljkov hat zahlreiche Bauten entworfen und realisiert, darunter eine große Anzahl von Krankenhäusern und Gesundheitseinrichtungen.
Er wirkte unter anderem bei dem von Peter Poelzig von 1966 bis 1970 gebauten, heute unter Denkmalschutz stehenden Vivantes Klinikum Am Urban in Berlin mit, wo in den Behandlungsabteilungen nach dem „System Nedeljkov“ sterile und nicht sterile Bereiche an parallel zueinander verlaufenden Fluren streng separiert angeordnet sind.

### Krankenhausbauten und andere Gesundheitseinrichtungen (Auswahl)
- Gesundheitszentrum mit Poliklinik (60 Betten) in Cazin, seinerzeit Jugoslawien, heute Bosnien und Herzegowina
- Gesundheitszentrum mit Poliklinik (120 Betten) in Bosanski Novi, heute Bosnien und Herzegowina
- Gesundheitszentrum mit Poliklinik (60 Betten) in Zelina/Kroatien Institut für TBC-Planung und Entwurf eines Kinderpavillons mit 220 Betten in Kamenica, seinerzeit Jugoslawien, heute Kosovo
- Entwurf mit Architekt Matsovic, Allgemeines Krankenhaus in Vinkovci, seinerzeit Jugoslawien, heute Kroatien
- Entwurf mit Architekt Kelemen, Kreiskrankenhaus Subotica, seinerzeit Jugoslawien, heute Serbien
- Medizinische Fakultät und Kliniken der Universität Sarajevo, seinerzeit Jugoslawien, heute Bosnien und Herzegowina, (3600 Betten) 1. Bauabschnitt – 1200 Betten (3. Preis)
- Medizinisches Uni-Zentrum in Banja Luca, seinerzeit Jugoslawien, heute Bosnien und Herzegowina, 1600 Betten (1. Preis)
- Entwurf Allgemeines Krankenhaus Altona (800 Betten) mit Architekt Hommelsheim
- Entwurf Kreiskrankenhaus Wasserburg am Inn mit Architekt Schraus
- Medizinische Akademie Ulm, Gutachten und Entwurf, mit Professor Frei Otto
- Chirurgische Klinik der Medizinischen Universitätsklinik in Ulm
- Kreiskrankenhaus Meldorf/Holstein, Sondergutachten und Entwurf in Vorfertigung zusammen mit der Firma Imbau-Spannbeton
- Programmierung und Planung der Al-Azhar Universität, Teaching Hospital Cairo, Ägypten (2000 Betten)
- Militair-Medizin-Centrum in Brüssel in Zusammenarbeit mit Semico Brüssel (1000 Betten)
- Schwerpunktkrankenhaus Wetzlar (823 Betten)
- Kreiskrankenhaus St. Marienburg, Helmstedt, (650 Betten) in ARGE Haarstick-Toussaint
- Kreiskrankenhaus Ahlen/Westfalen (400 Betten)
- Kreiskrankenhaus und Schwesternwohnheim in Brunsbüttelkoog/Holstein (250 Betten)
- Kreisgesundheitsamt Meldorf/Holstein
- Schwesternwohnheim Meldorf/Holstein
- Zentralwäscherei in Heide/Holstein
- Krankenhaus Bergisch Gladbach, in ARGE Professor Peter Poelzig (324 Betten)
- 2 Parkpaletten in Ulm, Krankenhaus Am Safranberg und Michelsberg
- Gutachten für den Umbau und die Erweiterung des Kreiskrankenhaus Heide/Holstein, 1972
- Kreiskrankenhaus Heide, Neubau der Abteilung Neurochirurgie
- Kreiskrankenhaus Heide, Umbau und Erneuerung der OP-Abteilung
- Kreiskrankenhaus Heide, Erneuerung der Kinder- und Infektionsabteilung
- CA-Nachsorge-Sanatorium Bad Kreuznach (180 Betten)
- Rekreations-Zentrum in Bad Kreuznach
- Erweiterung des Krankenhauses in Prüm/Eifel (250 Betten)
- Nachsorgezentrum in Fulda (500 Betten)
- Erweiterung der psychiatrischen Abteilung des Krankenhauses Bad Driburg mit Tagesklinik (300 Betten)
- Zielplanung und Ausführung für den Fachbereich Nervenklinische Medizin der Freien Universität Berlin (650 Betten – gemeinsame Planung mit der ARGE Mocken, Halbach und Ohlow)
- VIP Hospital Sadat Centrum in Kairo, Ägypten, 150 Betten
- General-Hospital für Libyen, Typenkrankenhauser für 60, 120, 240 und 480 Betten
- Sankt Gertrauden Krankenhaus in Berlin (514 Betten) Neubau eines Bettenhauses sowie Umbau und Modernisierung der Pflege-, Untersuchungs-, Behandlungs- und Versorgungsbereiche
- Entwicklung von Typ-Element-Modulen für die Augen-Mikro-Chirurgie (nach System Professor Swjatoslaw Nikolajewitsch Fjodorow)
- Blutbank-Center für Teheran, Iran – Einzugsbereich 1,2 Mio. Einwohner
- Entwicklung eines mobilen Container General Hospitals für 60, 80, 96 und 120 Betten für das Erdbebengebiet in Armenien
- Poliklinik, Center für Mütter und Kinder (120 Betten) in Leninakan, Armenien, seinerzeit UdSSR
- Rehabilitationszentrum für Kinder in Eriwan, Armenien, seinerzeit UdSSR
- Hospital Stepanavan, Armenien, seinerzeit UdSSR
- General Hospital in Norilsk, seinerzeit UdSSR, heute Russland (1000 Betten)
- Gutachten und Entwurf für das Universitäts-Krankenhaus in Catania, Italien
- Gutachten und Medizintechnik für das Universitäts-Krankenhaus in Heraklion, Griechenland (680 Betten)
- Gutachten und Medizintechnik für die Medizinische Universität (680 Betten) in Iannina, Griechenland
- Planung und Entwurf für das General-Hospital in Catarini, Griechenland (500 Betten)
- Seniorenheim Zörbig (120 Betten) – 1992
- Seniorenheim Neuruppin (160 Betten) – 1992
- Kreiskrankenhaus Marienberg (200 Betten) – 1993
- Kreiskrankenhaus Gransee (200 Betten) – 1993
- Ruppiner Krankenhaus, Neuruppin (622 Betten) – 1993–1999
- Tagesklinik Eberswalde (60 Betten) – 1993
- Kreiskrankenhaus Merzig (350 Betten) – 1993–1998
- Beograd (512 Betten) – 2000 (nicht ausgeführt)
- Kreiskrankenhaus Beeskow 164 Betten 1998/1999

### Städtebau, Sportanlagen, Wohnungs- und Bürobauten (Auswahl nach 1991)
- Büro Shoppingcenter Kasan, Autonome Republik Tatarstan innerhalb Russlands, 1992
- Solar-Realschule in Malchow, 1994
- Wohnungsbau Berlin-Marzahn, 980 WE, 1994
- Solarhaus Potsdam, 1994
- Wohnungsbau Saarmund, 1994
- Carolabad, Reha-Klinik Chemnitz (108 Betten), 1993/94
- Wohnungsbau Berlin-Marzahn Landsberger Tor, 1400 Appartements, 1997/98
- Stadtvilla Heliosstraße, Berlin-Marzahn
- Stadtvilla Klara, Suermondtstraße, Berlin-Hohenschönhausen, 1997/98
- Sonnenresidenz Friedrichstadt, Berlin-Mitte, Wohn- und Geschäftshaus, 98 WE, 1995
- Lufthansa Germany Center Peking (technische Ausstattungen)
- Jatzke Betreutes Wohnen mit Kommunikationszentrum
- Eishockeystadion Eisbären Berlin, Berlin-Hohenschönhausen
- New Cairo, Gymnasium, Sportanlage, Poliklinik, Kairo, Ägypten, 1200 WE
- Hotel, Sportanlage, Amphitheater, Al-Arisch, Ägypten, 3000 WE,
- Kulturpark mit Hotel und Motel, Mondiana City, Kairo, Ägypten

## Entwicklungsarbeiten (Auswahl)
- Elementbau und Wohnfertighäuser in Serie für Spačva Holzkombinat in Vinkovci, Kroatien
- Entwicklung und Programmierung von industriell vorgefertigten Elementbauten (speziell für Krankenhäuser, Zusammenarbeit mit IMBAU-Spannbeton GmbH & Co., Leverkusen)
- Entwicklung von leichten Montage-Trennwänden (Zusammenarbeit mit der Firma Dziuk)
- Entwicklung industriell gefertigter Bauteile für Floating Precast Factory
- Entwicklung eines energie-, kosten- und flächensparendes INTER-UNI-Bausystems
- Typentwicklung für eine mobile Fabrikations-Anlage zur Herstellung der INTER-UNI-Bauelemente (Jahreskapazität 2.000 Wohneinheiten)

## Veröffentlichungen
- Die Entwicklung neuzeitlicher Operationsräume als Folge des Fortschritts von Medizin und Technik; Nedeljkov, Georgije; Berlin; 1958; BusB VII A
- Die Operationsabteilung; in: Handbuch für den neuen Krankenhausbau; 2. Auflage; 1962; in Zusammenarbeit mit Prof. Dr. Gohrbandt
- Krankenhausbau in Jugoslawien; in: Handbuch für den neuen Krankenhausbau; 2. Auflage; 1962
- Die Operationsabteilung als Tiefkörper; in: Medizinal-Markt; Heft 3/1964
- Beziehungen der chirurgischen Fachabteilungen und ihrer diagnostischen Sondereinrichtungen zum zentralen Operationsbereich im neuzeitlichen Krankenhaus; Habilitationsschrift; Berlin; 1967
- Bedeutung und Bauformen von Schleusen in der zentralen Operationsabteilung; in: Medizinal-Markt; Heft 3/1966
- Vom Hausarzt zum Ärztehaus; in: "Bauen und Wohnen"; Heft 3/1969
- Baukostenoptimierung im Krankenhaus; in: Baumeister; Heft 9/1970
- EDV im Krankenhaus; in: Bauwelt; Sonderdruck 1971
- Die Gruppenpraxis; Anna Teut und Georgije Nedeljkov; Gebundene Ausgabe; 191 Seiten; Bertelsmann Fachverlag; 1. Januar 1973; ISBN 978-3570088098

## Mitgliedschaften
- Mitglied der "International Hospital Federation" (IHF), London (ab 1960)
- Experte der Organisation der Vereinten Nationen für industrielle Entwicklung (ab 1978)
- Präsident der „Europäischen Gruppe der Architektur, des Städtebau- und des Ingenieurwesens SAIR“ (ab 1992)
- Russische Akademie für Architektur und Bauwissenschaften (ab 1997)
- Arbeitsgemeinschaft Solare Materialien des ehemaligen Hahn-Meitner-Instituts Berlin (ab 1997)

## Ehrungen, Auszeichnungen
- 1996: Ehrendoktor Staatliche Technische Universität Moskau
- 1997: Ernennung zum Mitglied der Russische Akademie für Architektur und Bauwissenschaften
- 2002: Ehrendoktor Aristoteles-Universität Thessaloniki